# Sergey Khodos
Sergey Khodos, en russe, Сергей Ходос, né le 19 juillet 1986 à Öskemen, est un escrimeur kazakh devenu russe pratiquant l'épée.
Il remporte la médaille de bronze par équipes lors des championnats d'Europe d'escrime 2014 après terminé cinquième du tournoi individuel. Il avait déjà remporté le bronze par équipes à Sheffield en 2011.